# Sidney Thornton
Sidney Thornton (Nova Orleães, 2 de setembro de 1954 – 1 de fevereiro de 2023) foi um jogador profissional de futebol americano estadunidense.

## Carreira
Sidney Thornton foi campeão da temporada de 1979 da National Football League jogando pelo Pittsburgh Steelers.

## Morte
Thornton morreu no dia 1 de fevereiro de 2023, aos 68 anos.